# 100 North Main
100 North Main es un rascacielos situado en la ciudad de Memphis, en el estado de Tennessee (Estados Unidos). Con 131 metros de altura y 37 pisos, es desde su inauguración en 1965 es el edificio más alto de Memphis. Bordea Adams Avenue, North Second Street y North Main. Actualmente está vacío y cerrado a la entrada del público. Los planes de renovación para convertirlo en hotel y apartamentos han fracasado. El edificio está abandonado y vallado en mayo de 2016. Fue condenado por el Tribunal Ambiental del Condado de Shelby desde finales de 2015 cuando se descubrió que caían trozos de concreto de las paredes exteriores del edificio, además de que los ascensores no funcionaban y el Los sistemas de seguridad contra incendios no cumplen con el código o no funcionan. Fue incluido en el Registro Nacional de Lugares Históricos en 2015.

## Historia
Fue diseñado por Robert Lee Hall, el arquitecto de Clark Tower, así como Patterson Hall en la Universidad de Memphis. Es una versión más alta y casi idéntica del edificio 633 Building en el centro de Milwaukee, Wisconsin.
Debido a su proximidad a varios edificios municipales, la base de inquilinos de 100 North Main consistía principalmente en abogados, compañías de títulos de propiedad y varios otros profesionales involucrados con negocios gubernamentales y los tribunales.
En 2006, la vieja torre de oficinas tenía un precio de venta de 20 millones de dólares. Debido a la demanda limitada de espacio para oficinas comerciales en el centro de Memphis, gran parte del espacio para oficinas comenzó a perder valor. En enero de 2012, solo el 30 % del edificio estaba ocupado. Se vendió por 5 millones de dólares en agosto de 2013.
En febrero de 2014, los nuevos propietarios del edificio revelaron planes para convertir el edificio en apartamentos y un hotel a un costo de casi 100 millones de dólares. La construcción comenzó en junio de 2014, después de que todos los inquilinos restantes abandonaron el edificio.
Actualmente, el edificio se encuentra abandonado y vallado a partir de mayo de 2016. El edificio ha sido condenado por el Tribunal Ambiental del Condado de Shelby desde finales de 2015 cuando se descubrió que caían trozos de hormigón de las paredes exteriores del edificio, así como que los ascensores no funcionaban. y los sistemas de seguridad contra incendios no cumplen con el código o no funcionan.
El 8 de enero de 2018, el propietario actual de 100 North Main, Townhouse Management Co., con sede en Nueva York, hizo planes públicos para convertir el edificio en un Loews Hotel de 550 habitaciones con 220 unidades de apartamentos. El desarrollador también planea construir una nueva torre de oficinas de 34 pisos en una propiedad adyacente.

## Características
Durante muchos años, 100 North Main estuvo coronado con un gran letrero iluminado "UP Bank", visible por millas. El letrero fue desmantelado a finales de 2005 debido a la adquisición de Union Planters National Bank por Regions Bank. En abril de 2007, el letrero no había sido reemplazado y la tapa superior de la torre es una caja azul vacía, lo que le da al edificio una apariencia algo abandonada. Debido al letrero "UP Bank", muchos habitantes de Memphis creen erróneamente que 100 North Main era el edificio de la sede de Union Planters, aunque la sede real del banco estaba en 67 Madison Avenue y, más tarde, 6200 Poplar Avenue.
El edificio fue construido con un restaurante giratorio sobre el techo principal. Este restaurante operaba con varios propietarios y nombres diferentes (Top of the 100 Club, Pinnacle, etc.), pero ahora está vacante. Detrás del restaurante había un jardín japonés que cerró en 1971. Unas pocas piedras grandes y un camino de cemento son todo lo que queda del jardín hoy.
La base de la torre es un estacionamiento de varios niveles. También se puede acceder a algunos espacios comerciales desde las entradas a nivel de la calle.
En su libro de 1986 Memphis: An Architectural Guide, los autores Eugene J. Johnson y Robert D. Russell, Jr. llamaron a 100 North Main "una de las estructuras del centro menos interesantes".